# Llista de missions diplomàtiques de São Tomé i Príncipe

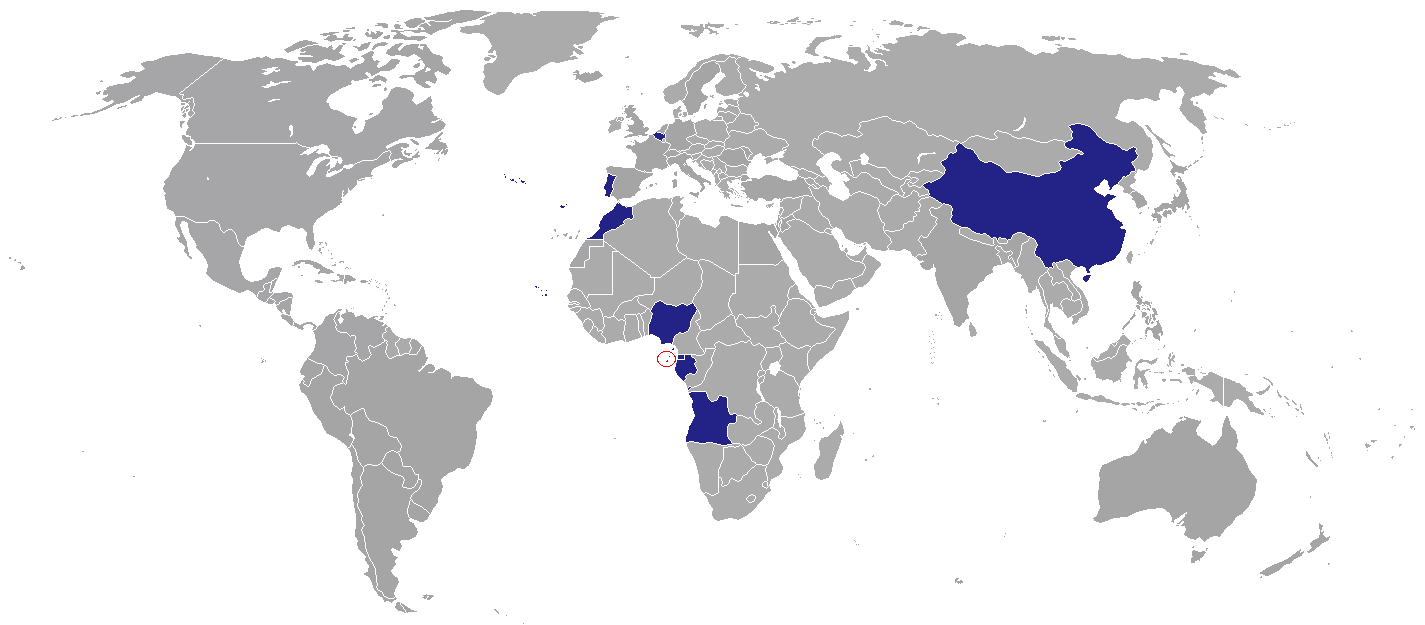
Mapa de missions diplomátiques de São Tomé i Príncipe

Aquesta és la llista de missions diplomàtiques de São Tomé i Príncipe, un estat insular del golf de Guinea, en el golf de Guinea, d'Àfrica central i és un de vuit països del món que és parlant de portuguès. A sota es troben les ambaixades i consolats de São Tomé i Príncipe:

## Àfrica
- Angola
  - Luanda (Ambaixada)
- Gabon
  - Libreville (Ambaixada)

## Àsia
- Taiwan
  - Taipei (Ambaixada)

## Europa
- Bèlgica
  - Brussel·les (Ambaixada)
- Portugal
  - Lisboa (Ambaixada)

## Organitzacions Multilaterals
- Brussel·les (Missió Permanent de São Tomé i Principe davant la Unió Europea)
- Lisboa (Missió davant la Comunitat de Països de Llengua Portuguesa)
- Nova York (Missió Permanent de São Tomé i Príncipe davant les Nacions Unides)